# Szypit
Szypit (ukr. Шипіт) – wodospad na rzece Pyłypeć na Ukrainie, w obwodzie zakarpackim, w rejonie miżhirskim, w pobliżu miejscowości Pyłypeć. Ma 14 m wysokości.

## Geografia
Wodospad znajduje się w ukraińskich Karpatach, na północnych zboczach pasma górskiego Połoniny Borżawskiej, u podnóża góry Hymba (1491 m n.p.m.).

## Charakterystyka
Wodospad powstał na trwałych piaskowcach paleogenu i żwirycie z cienkimi warstwami łupków. Wąwóz otoczony jest lasami bukowymi. Wody wodospadu przybierają na sile zwłaszcza wiosną po zimowych roztopach. Przez wodospad przechodzą górskie szlaki turystyczne, a 300 m od wodospadu znajduje się wyciąg narciarski Połonina Borżawska.

## Nazwa
Nazwa wodospadu pochodzi od słowa „szept” („шепіт”), ponieważ nawet z daleka słyszy się echa spadającej wody, która przypomina szepty.

## Festiwal
Corocznie od 1993 roku, na początku lipca, w pobliżu wodospadu odbywa się nieformalny festiwal, na który przyjeżdżają hippisi i przedstawiciele różnych subkultur z Ukrainy.